# Партер (театр)

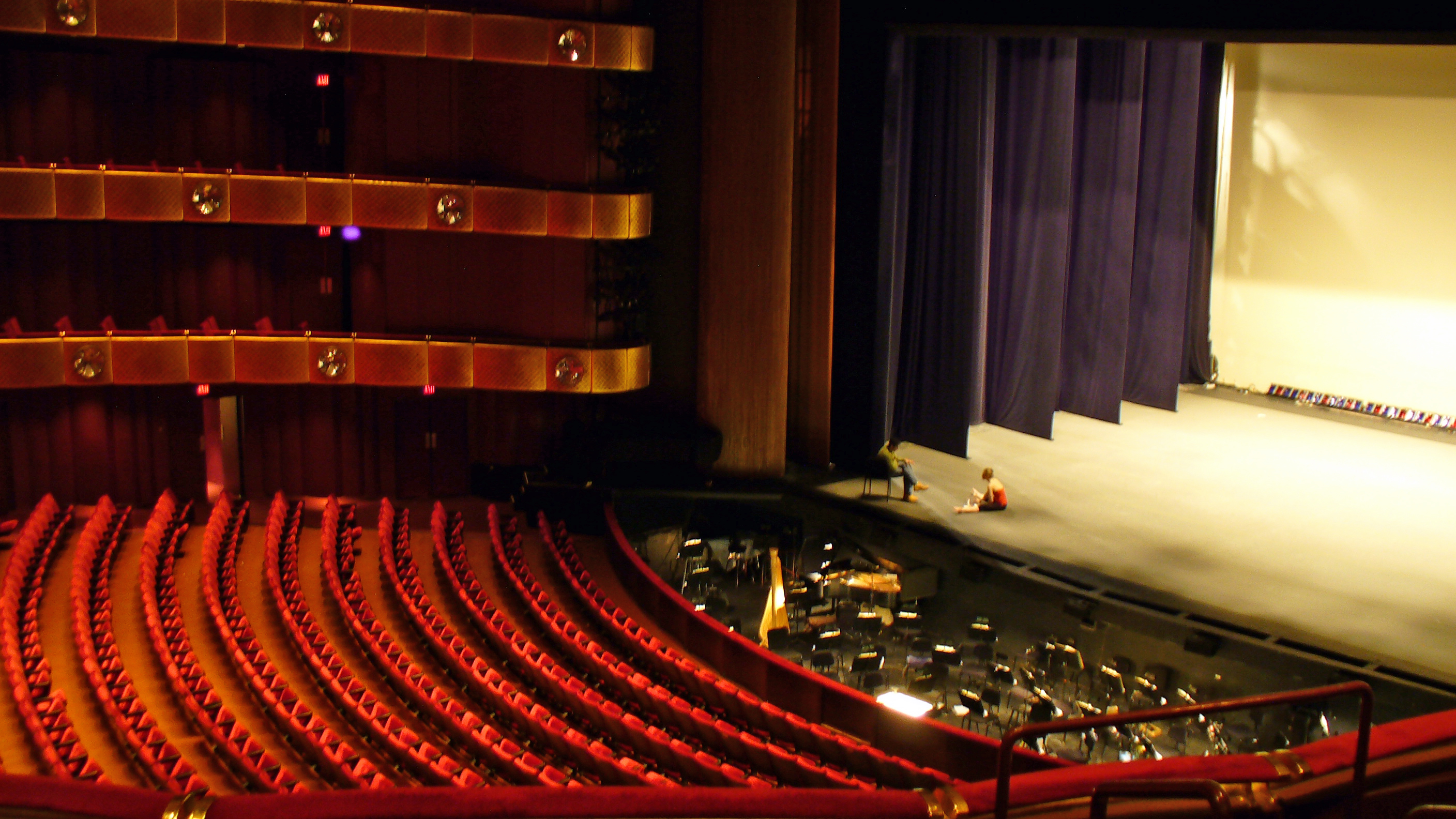
Вид на партер та оркестрову яму

Парте́р (фр. parterre, від par — «по» + terre — «земля») — нижній поверх глядацького залу театру з місцями для глядачів, розташований у просторі між сценою або оркестровою ямою і протилежною стіною або амфітеатром.
Родоначальником партеру була лава для сенаторів в театрах Стародавнього Риму. В XVII столітті, після появи ярусної театральної будівлі, змінився і партер, набравши сучаснішого вигляду. Партер призначався для нижчого стану, тому довгий час не мав сидячих місць — глядачам партеру доводилось дивитись виставу стоячи. Місця для сидіння в партері з'явились на початку XVII століття в приватних закритих театрах Англії. Тоді сидячі місця розміщались у міру потреби. Стаціонарні ряди вперше були спроєктовані архітектором Клодом-Ніколя Леду для театру в Безансоні.
У наш час місця частіше розташовуються рядами, які підвищуються від сцени до амфітеатру і паралельні краю сцени. Місця розділені проходами для виходу з партеру.